# آبرا (خواننده)
گابریل اولیویا مرویل (انگلیسی: Gabrielle Olivia Mirville؛ زادهٔ ۳۰ مارس ۱۹۸۹)، که بیشتر با نام حرفه‌ای خود آبرا (انگلیسی: Abra) شناخته می‌شود، خواننده، ترانه‌سرا، بازیگر و تهیه‌کننده موسیقی اهل ایالات متحده آمریکا است. او که آثار خود را از طریق شرکت آفول رکوردز منتشر می‌کند، از سال ۲۰۱۵ میلادی تاکنون مشغول فعالیت بوده‌است.
آبرا تا هشت‌سالگی در لندن زندگی کرد و در زمان تحصیل در دبیرستان پارک‌ویو، عضو گروه نمایش مدرسه بود. او در دههٔ ۲۰۰۰ میلادی آثار تولیدی خود را در یوتیوب بارگذاری می‌کرد و پس از شناسایی او توسط فادر، هنرمند موسیقی رپ، در نهایت در سال ۲۰۱۵ نخستین آلبوم چندآهنگهٔ خود را منتشر کرد. او تاکنون یک آلبوم استودیویی، دو آلبوم چندآهنگه و چندین تک‌آهنگ را منتشر کرده‌است و علاوه بر تولید آثار موسیقی، در فیلم ملت ترور نیز به‌عنوان بازیگر حضور داشته‌است.

## اوایل زندگی و حرفه
آبرا که در کویینز، واقع در نیویورک و در خانواده‌ای متشکل از مبلغان مذهبی متولد شد، هشت سال نخست از زندگی خود را در لندن گذراند. والدین او در لندن کلیسایی را ساختند که در نهایت به کار در آن مشغول شدند. آشنایی او با خوانندگی و آواز ریشه در حضور در همان کلیسا داشت که پدرش در آن کشیش بود و مادرش بر نیایش و عبادت افراد نظارت می‌کرد. خانوادهٔ او پس از زندگی در لندن، در حومهٔ شهر لیلبورن خارج از آتلانتا ساکن شدند. آبرا در سن ۱۴ سالگی نوازندگی گیتار را آغاز کرد. او در دبیرستان پارک‌ویو تحصیل کرد و عضوی فعال از گروه نمایش این مدرسه بود و در نهایت در سال ۲۰۰۷ از آنجا فارغ‌التحصیل شد. او در سنین نوجوانی بارگذاری اجراهای مجدد خود از نسخه‌های آکوستیک ترانه‌های رپ در یوتیوب را آغاز کرد. این فعالیت آبرا به کشف استعداد او توسط فادر، که بنیان‌گذار شرکت آفول رکوردز و خوانندهٔ موسیقی رپ بود و او را به ساخت آثار موسیقایی منحصربه‌فرد تشویق کرد، منجر شد. او بعداً و در سال ۲۰۱۴ به این ناشر موسیقی پیوست.
نخستین آلبوم چندآهنگهٔ آبرا با نام بی‌ال‌کیو ولوت در سال ۲۰۱۵ منتشر شد. پس از آن، دومین آلبوم چندآهنگهٔ او نیز با نام پرنسس در ۱۵ ژوئیهٔ ۲۰۱۶ توسط ترو پنتر ساندز انتشار یافت. این آلبوم، نخستین اثر منتشرشدهٔ او از طریق یک ناشر کلان بود. ترانهٔ «میوه» از آلبوم رز در مقاله‌ای پیرامون برترین ترانه‌های آراندبی سال ۲۰۱۶، که در گاردین منتشر شد، مورد توجه قرار گرفت.
مجلهٔ وگ در سال ۲۰۱۶ دربارهٔ سبک لباس‌پوشیدن آبرا اظهار کرده‌است که «تضادهای سنجیده بخشی از شخصیت هنری کلی او هستند: آبرا عضوی از گروه آفول رکوردز است که اکثر اعضای آن مرد هستند».
آبرا در فیلم ملت ترور محصول سال ۲۰۱۸ نیز حضور داشته‌است و در این فیلم نقش شخصیتی به‌نام ام را بازی کرده‌است.

## ترانه‌شناسی

### آلبوم‌های استودیویی
| سال  | عنوان | فهرست قطعات                                 | جزئیات |
| ---- | ----- | ------------------------------------------- | --- |
| ۲۰۱۵ | رز    | ۱. «احساس کن»                               | - انتشار: ۱۶ ژوئن ۲۰۱۵ (دانلود دیجیتال و جاری) – ۶ اکتبر ۲۰۱۷ (وینیل) - فرمت: دانلود دیجیتال، رسانه‌های جاری، وینیل - ناشر: آفول، نینجا تیون - زمان کلی: ۵۴:۳۴ |
| ۲۰۱۵ | رز    | ۲. «رزها»                                   | - انتشار: ۱۶ ژوئن ۲۰۱۵ (دانلود دیجیتال و جاری) – ۶ اکتبر ۲۰۱۷ (وینیل) - فرمت: دانلود دیجیتال، رسانه‌های جاری، وینیل - ناشر: آفول، نینجا تیون - زمان کلی: ۵۴:۳۴ |
| ۲۰۱۵ | رز    | ۳. «می‌دونی»                                 | - انتشار: ۱۶ ژوئن ۲۰۱۵ (دانلود دیجیتال و جاری) – ۶ اکتبر ۲۰۱۷ (وینیل) - فرمت: دانلود دیجیتال، رسانه‌های جاری، وینیل - ناشر: آفول، نینجا تیون - زمان کلی: ۵۴:۳۴ |
| ۲۰۱۵ | رز    | ۴. «میوه»                                   | - انتشار: ۱۶ ژوئن ۲۰۱۵ (دانلود دیجیتال و جاری) – ۶ اکتبر ۲۰۱۷ (وینیل) - فرمت: دانلود دیجیتال، رسانه‌های جاری، وینیل - ناشر: آفول، نینجا تیون - زمان کلی: ۵۴:۳۴ |
| ۲۰۱۵ | رز    | ۵. «افتخار»                                 | - انتشار: ۱۶ ژوئن ۲۰۱۵ (دانلود دیجیتال و جاری) – ۶ اکتبر ۲۰۱۷ (وینیل) - فرمت: دانلود دیجیتال، رسانه‌های جاری، وینیل - ناشر: آفول، نینجا تیون - زمان کلی: ۵۴:۳۴ |
| ۲۰۱۵ | رز    | ۶. «فاصلهٔ چراغ‌ها» (به‌همراهی آرشیبالد اسلیم) | - انتشار: ۱۶ ژوئن ۲۰۱۵ (دانلود دیجیتال و جاری) – ۶ اکتبر ۲۰۱۷ (وینیل) - فرمت: دانلود دیجیتال، رسانه‌های جاری، وینیل - ناشر: آفول، نینجا تیون - زمان کلی: ۵۴:۳۴ |
| ۲۰۱۵ | رز    | ۷. «اتم‌ها»                                  | - انتشار: ۱۶ ژوئن ۲۰۱۵ (دانلود دیجیتال و جاری) – ۶ اکتبر ۲۰۱۷ (وینیل) - فرمت: دانلود دیجیتال، رسانه‌های جاری، وینیل - ناشر: آفول، نینجا تیون - زمان کلی: ۵۴:۳۴ |
| ۲۰۱۵ | رز    | ۸. «بی‌آرامش»                                | - انتشار: ۱۶ ژوئن ۲۰۱۵ (دانلود دیجیتال و جاری) – ۶ اکتبر ۲۰۱۷ (وینیل) - فرمت: دانلود دیجیتال، رسانه‌های جاری، وینیل - ناشر: آفول، نینجا تیون - زمان کلی: ۵۴:۳۴ |
| ۲۰۱۵ | رز    | ۹. «شلیک» (به‌همراهی استالین مجستی)          | - انتشار: ۱۶ ژوئن ۲۰۱۵ (دانلود دیجیتال و جاری) – ۶ اکتبر ۲۰۱۷ (وینیل) - فرمت: دانلود دیجیتال، رسانه‌های جاری، وینیل - ناشر: آفول، نینجا تیون - زمان کلی: ۵۴:۳۴ |
| ۲۰۱۵ | رز    | ۱۰. «امشب!»                                 | - انتشار: ۱۶ ژوئن ۲۰۱۵ (دانلود دیجیتال و جاری) – ۶ اکتبر ۲۰۱۷ (وینیل) - فرمت: دانلود دیجیتال، رسانه‌های جاری، وینیل - ناشر: آفول، نینجا تیون - زمان کلی: ۵۴:۳۴ |
| ۲۰۱۵ | رز    | ۱۱. «انسان»                                 | - انتشار: ۱۶ ژوئن ۲۰۱۵ (دانلود دیجیتال و جاری) – ۶ اکتبر ۲۰۱۷ (وینیل) - فرمت: دانلود دیجیتال، رسانه‌های جاری، وینیل - ناشر: آفول، نینجا تیون - زمان کلی: ۵۴:۳۴ |
| ۲۰۱۵ | رز    | ۱۲. «بازی»                                  | - انتشار: ۱۶ ژوئن ۲۰۱۵ (دانلود دیجیتال و جاری) – ۶ اکتبر ۲۰۱۷ (وینیل) - فرمت: دانلود دیجیتال، رسانه‌های جاری، وینیل - ناشر: آفول، نینجا تیون - زمان کلی: ۵۴:۳۴ |

### آلبوم‌های چندآهنگه
| سال  | عنوان        | فهرست قطعات            | جزئیات |
| ---- | ------------ | ---------------------- | --- |
| ۲۰۱۵ | بی‌ال‌کیو ولوت | ۱. «تو بری منم می‌رم»   | - انتشار: ۱۹ ژانویهٔ ۲۰۱۵ - فرمت: دانلود دیجیتال و جاری - ناشر: آفول، اسید پالاس رکوردینگز - زمان کلی: ۲۷:۳۳ |
| ۲۰۱۵ | بی‌ال‌کیو ولوت | ۲. «بسازش»             | - انتشار: ۱۹ ژانویهٔ ۲۰۱۵ - فرمت: دانلود دیجیتال و جاری - ناشر: آفول، اسید پالاس رکوردینگز - زمان کلی: ۲۷:۳۳ |
| ۲۰۱۵ | بی‌ال‌کیو ولوت | ۳. «نامعقول»           | - انتشار: ۱۹ ژانویهٔ ۲۰۱۵ - فرمت: دانلود دیجیتال و جاری - ناشر: آفول، اسید پالاس رکوردینگز - زمان کلی: ۲۷:۳۳ |
| ۲۰۱۵ | بی‌ال‌کیو ولوت | ۴. «حدس می‌زنم»         | - انتشار: ۱۹ ژانویهٔ ۲۰۱۵ - فرمت: دانلود دیجیتال و جاری - ناشر: آفول، اسید پالاس رکوردینگز - زمان کلی: ۲۷:۳۳ |
| ۲۰۱۵ | بی‌ال‌کیو ولوت | ۵. «رنگ‌باختن به سیاهی» | - انتشار: ۱۹ ژانویهٔ ۲۰۱۵ - فرمت: دانلود دیجیتال و جاری - ناشر: آفول، اسید پالاس رکوردینگز - زمان کلی: ۲۷:۳۳ |
| ۲۰۱۵ | بی‌ال‌کیو ولوت | ۶. «عشق و قدرت»        | - انتشار: ۱۹ ژانویهٔ ۲۰۱۵ - فرمت: دانلود دیجیتال و جاری - ناشر: آفول، اسید پالاس رکوردینگز - زمان کلی: ۲۷:۳۳ |

| سال  | عنوان | فهرست قطعات                         | جزئیات                                                                                              |
| ---- | ----- | ----------------------------------- | --------------------------------------------------------------------------------------------------- |
| ۲۰۱۶ | پرنسس | ۱. «به‌خاطر من بیا»                  | - انتشار: ۱۵ ژوئیهٔ ۲۰۱۶ - فرمت: دانلود دیجیتال، جاری - ناشر: ترو پنتر ساندز، آفول - زمان کلی: ۲۲:۱۲ |
| ۲۰۱۶ | پرنسس | ۲. «وگاس»                           | - انتشار: ۱۵ ژوئیهٔ ۲۰۱۶ - فرمت: دانلود دیجیتال، جاری - ناشر: ترو پنتر ساندز، آفول - زمان کلی: ۲۲:۱۲ |
| ۲۰۱۶ | پرنسس | ۳. «نی‌نی کوچولو»                    | - انتشار: ۱۵ ژوئیهٔ ۲۰۱۶ - فرمت: دانلود دیجیتال، جاری - ناشر: ترو پنتر ساندز، آفول - زمان کلی: ۲۲:۱۲ |
| ۲۰۱۶ | پرنسس | ۴. «پسر بزرگ» (به‌همراهی تامی جنسیس) | - انتشار: ۱۵ ژوئیهٔ ۲۰۱۶ - فرمت: دانلود دیجیتال، جاری - ناشر: ترو پنتر ساندز، آفول - زمان کلی: ۲۲:۱۲ |
| ۲۰۱۶ | پرنسس | ۵. «بالا بکش»                       | - انتشار: ۱۵ ژوئیهٔ ۲۰۱۶ - فرمت: دانلود دیجیتال، جاری - ناشر: ترو پنتر ساندز، آفول - زمان کلی: ۲۲:۱۲ |
| ۲۰۱۶ | پرنسس | ۶. «به تو فکر می‌کنم»                | - انتشار: ۱۵ ژوئیهٔ ۲۰۱۶ - فرمت: دانلود دیجیتال، جاری - ناشر: ترو پنتر ساندز، آفول - زمان کلی: ۲۲:۱۲ |

### تک‌آهنگ‌ها
- آبرا – الماس‌ها و طلا (۲۰۱۲)
- آبرا – آدم نکشید (۲۰۱۲)
- آبرا – اوه بیا، اوه بیا، امانوئل (۲۰۱۴)
- آبرا – شهر گناه (۲۰۱۴)
- آبرا – به‌کسی نیاز دارم (۲۰۱۴)
- آبرا – وسط صحنه ۱٫۱۷ (۲۰۱۵)
- آبرا – بعدش کمی گیرت میاد (۲۰۱۵)
- آبرا – بی‌اف‌اف (۲۰۱۵)
- آبرا به‌همراه فادر – تو نباید دروغ بگی (۲۰۱۵)
- آبرا – انعام (۲۰۱۶)
- آبرا – نواکین (۲۰۱۷) [برای برنامهٔ تک‌آهنگ‌های ادالت سویم]
- آبرا – باکاردی (۲۰۱۷)
- آبرا – بی.آر.ای. تی (۲۰۱۸)[۱۰]